# Liste der Straßennamen von Assamstadt

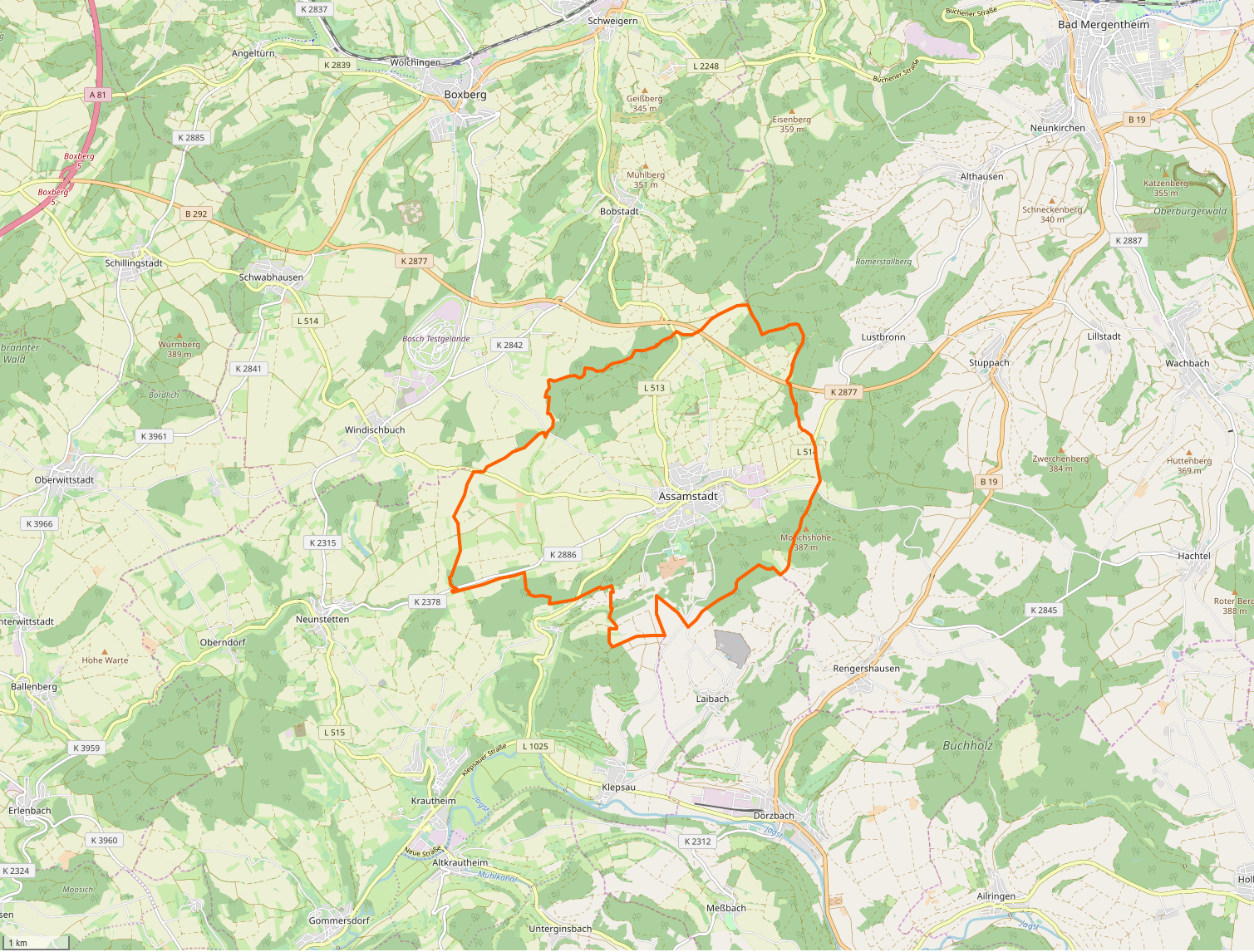
Gemarkung und Lage der Gemeinde Assamstadt

Wappen der Gemeinde Assamstadt

Diese Liste der Straßennamen von Assamstadt zeigt die Namen der aktuellen und historischen Straßen, Gassen, Wege und Plätze der Gemeinde Assamstadt sowie deren Namensherkunft, Namensgeber oder Bedeutung, sofern bekannt. Zu Assamstadt gehören die Wohn- und Industriegemeinde Assamstadt und der Wohnplatz Wustsiedlung.
Der Artikel ist Teil der übergeordneten Liste der Straßennamen im Main-Tauber-Kreis. Die Liste erhebt keinen Anspruch auf Vollständigkeit.
| Rad- und Wanderwege – Literatur – Weblinks |

## A
- Alemannenweg

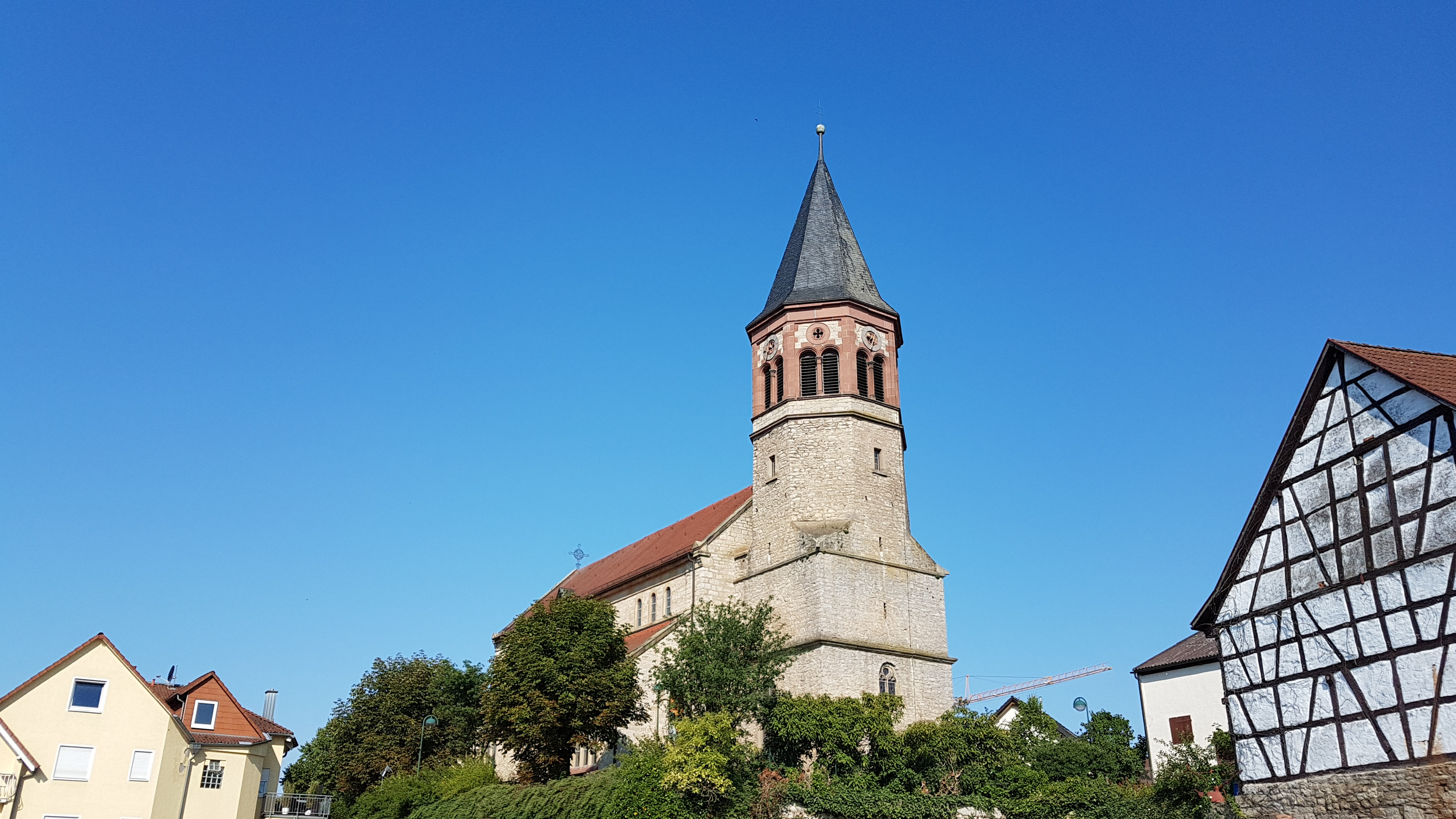
Alte Kilianskirche,
Alte Mergentheimer Straße 2

- Alte Bobstadter Straße – verläuft in Richtung des Boxberger Stadtteils Bobstadt.
- Alte Mergentheimer Straße – verläuft in Richtung Bad Mergentheim.
- Alte Neunstetter Straße – verläuft in Richtung des Krautheimer Stadtteils Neunstetten.
- Am Gamberg
- Am Hang
- Am Rain
- Angelgasse
- Aubstraße

## B
- Badgasse

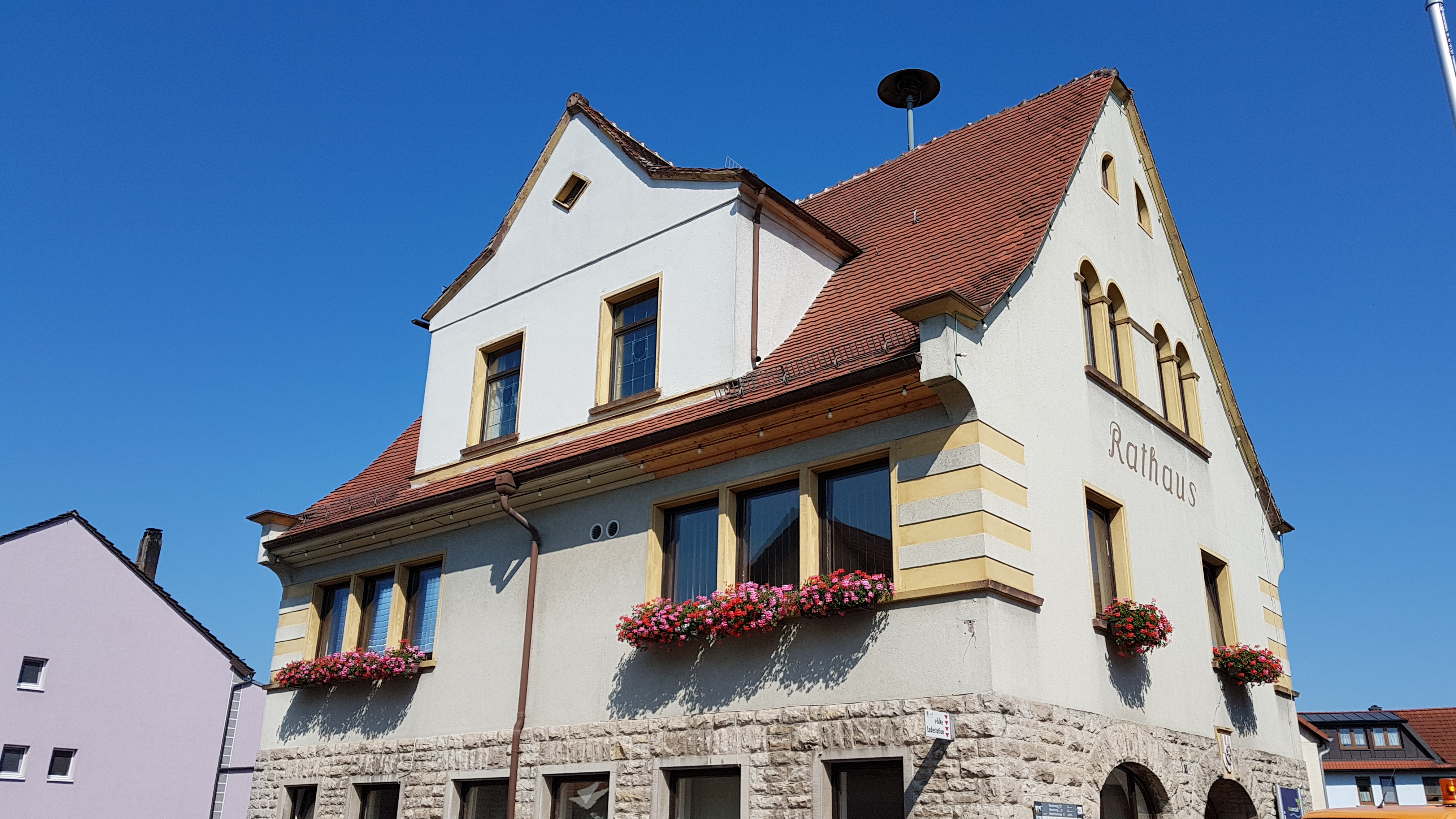
Rathaus Assamstadt,
Bobstadter Straße 1

- Beethovenstraße – benannt nach dem Komponisten Ludwig van Beethoven
- Bergstraße
- Birkenweg
- Blumenstraße
- Bobstadter Straße – verläuft in Richtung des Boxberger Stadtteils Bobstadt.
- Brunnenweg
- Buschstraße

## D
- Dachtstraße

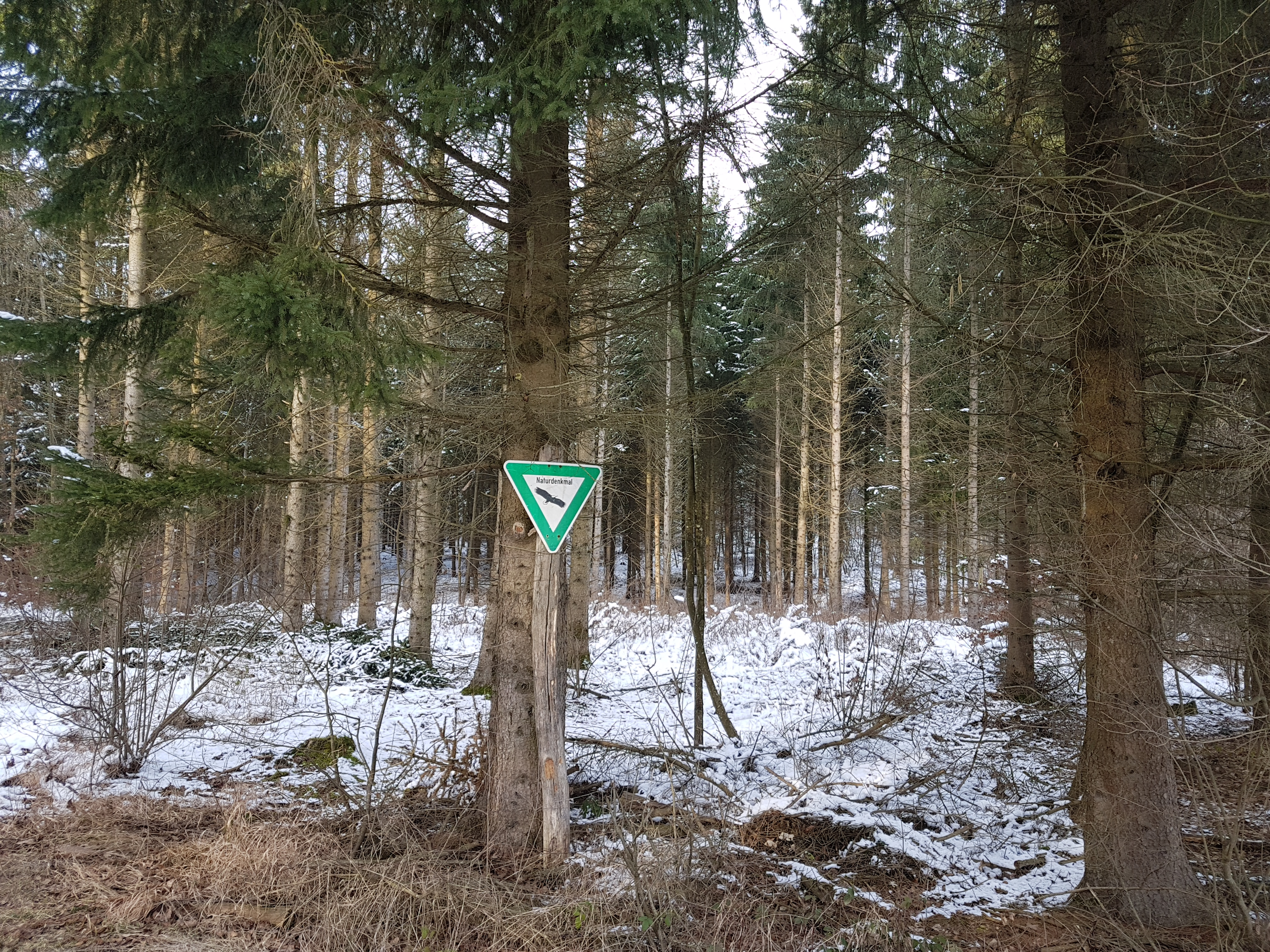
Flächenhaftes Naturdenkmal Doline im Gewann Stöckig, Dolinenweg

- Dieselstraße – benannt nach Rudolf Diesel, dem Erfinder des Dieselmotors
- Dolinenweg

## E
- Erlenbachweg

## F

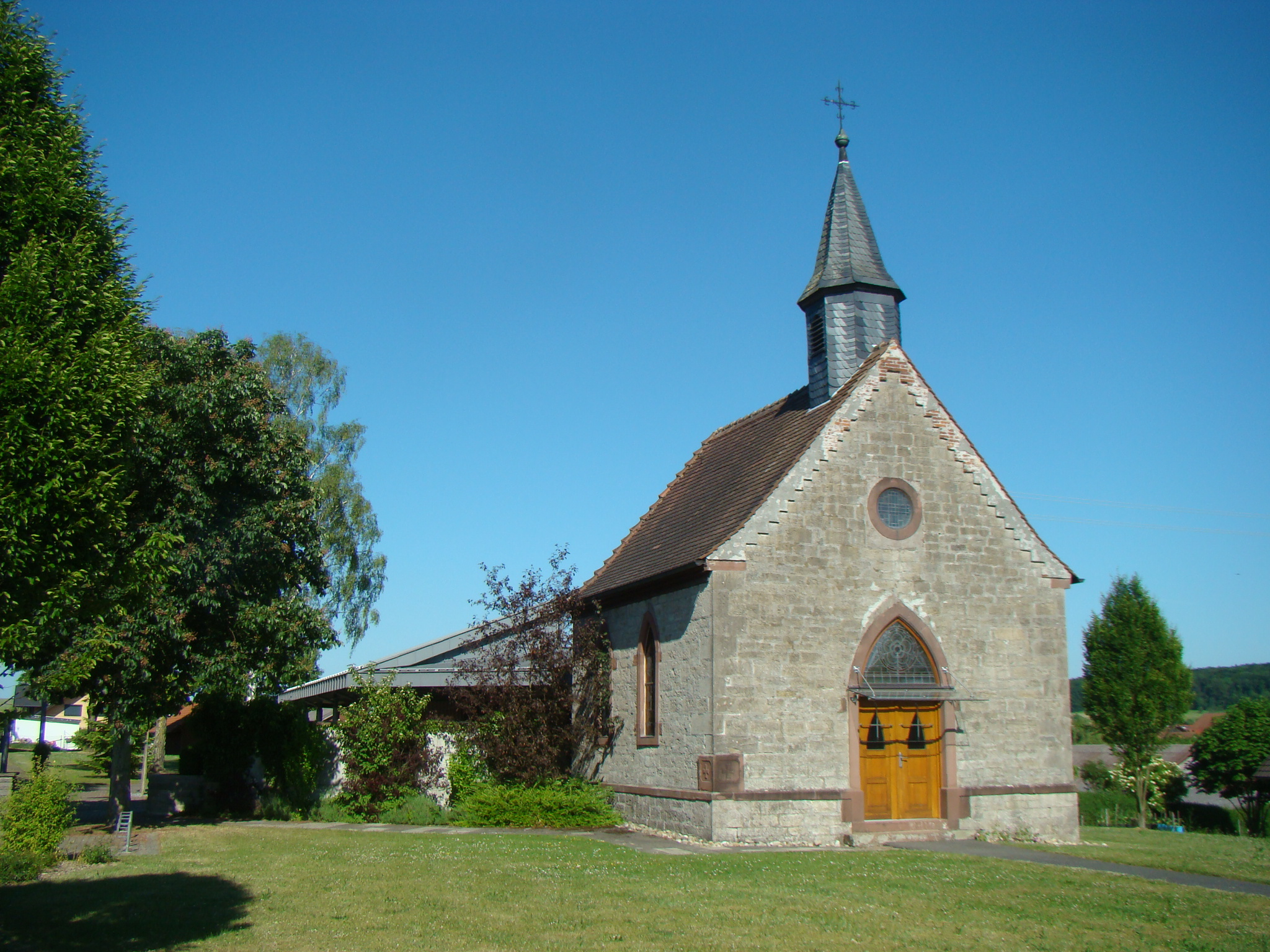
Friedhof mit Friedhofskapelle,
Friedhofstraße 1

- Frankenweg
- Friedhofstraße

## G
- Gartenstraße
- Gaubrunnenweg
- Germanenstraße
- Goethestraße – benannt nach dem Dichter Johann Wolfgang von Goethe
- Gotenweg
- Grabenweg

## H

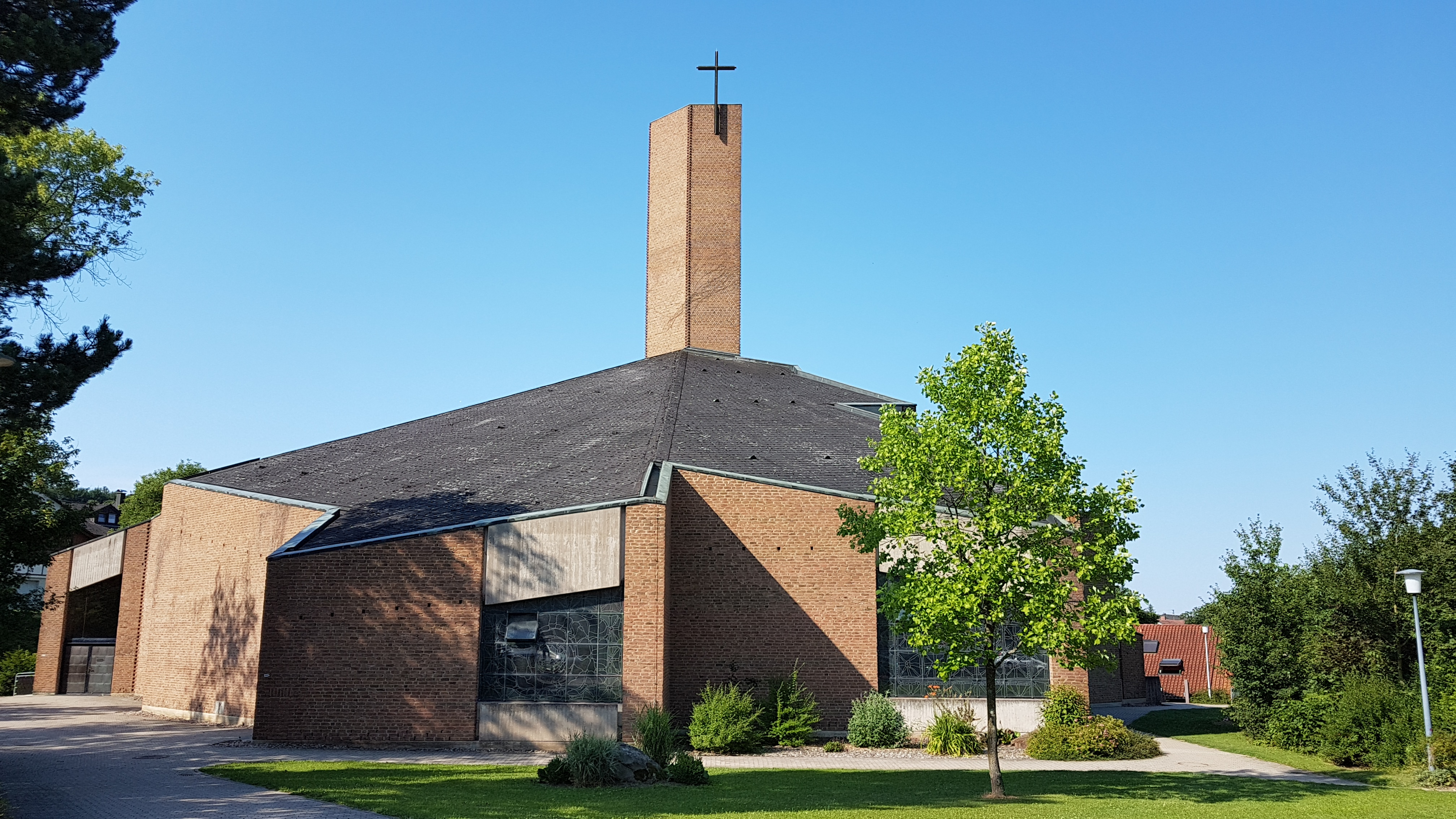
Neue Kilianskirche,
Hafengasse 6

- Hafengasse – Der Name Hafengasse kommt von „Hafen“, einer früheren umgangssprachlichen Bezeichnung für einen Tontopf bzw. Kochtopf. Vermutlich gab es in dieser Straße einst eine Töpferei. Am Wännleinweg in Richtung Laibach befinden sich kurz vor der Kuppe links im Fichtenwald die Reste einer Tongrube.[3]
- Händelstraße – benannt nach dem Komponisten Georg Friedrich Händel
- Herbsthäuser Weg – folgt nach der Industriestraße, in Richtung Herbsthausen.
- Hirtenweg

## I

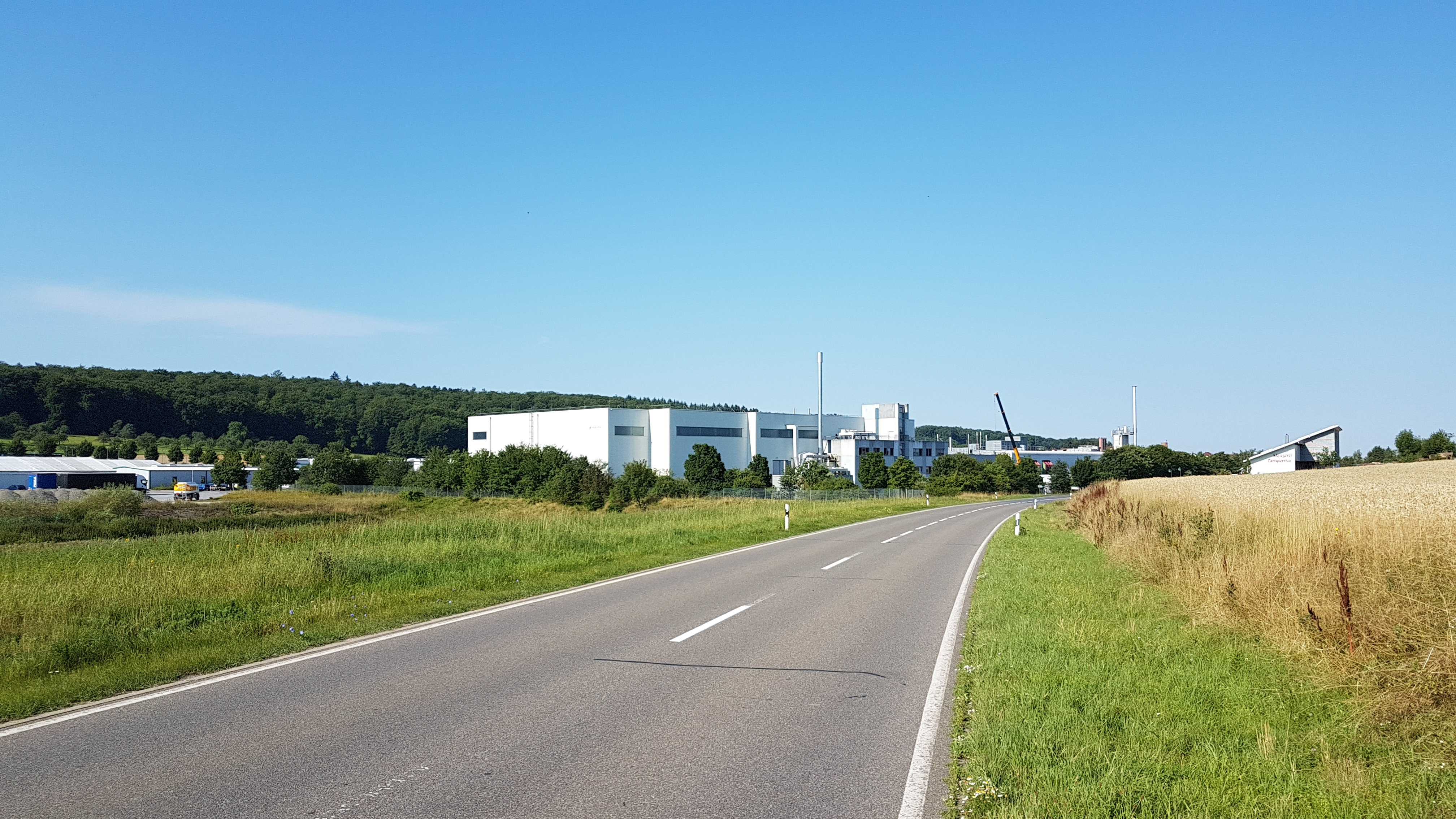
Industriegebiet Assamstadt, Industriestraße

- Im Greut
- Im Pfad
- Industriestraße

## J
- Johann-Strauß-Straße

## K
- Kapellenweg
- Kastanienweg
- Keltenstraße
- Kindergartenweg
- Kirchgasse
- Krautheimer Straße – verläuft in Richtung Krautheim.

## L
- Laibacher Straße – verläuft in Richtung des Dörzbacher Ortsteils Laibach.
- Leharstraße
- Lindenweg

## M
- Mergentheimer Straße – verläuft in Richtung Bad Mergentheim.
- Mörikestraße – benannt nach dem Lyriker Eduard Mörike
- Mozartstraße – benannt nach dem Komponisten Wolfgang Amadeus Mozart

## N
- Nelkenstraße
- Neunstetter Straße – verläuft in Richtung des Krautheimer Stadtteils Neunstetten.
- Nibelungenweg

## O
- Obere Bachgasse
- Oberer Stutz

## P
- Plattenstraße

## R
- Raiffeisenstraße
- Rechenweg
- Rengershäuser Straße – verläuft in Richtung des Bad Mergentheimer Stadtteils Rengershausen.
- Ringstraße
- Römerweg
- Röntgenstraße – benannt nach dem Physiker Wilhelm Conrad Röntgen
- Rosenstraße

## S
- Sachsenweg
- Schäfereiweg
- Schanz – Der Straßenname „Schanz“ geht auf die ehemalige „Stadtmauer“ von Assamstadt zurück. Bisweilen geht der Begriff „Schanz“ bzw. Schanze bis in die Keltenzeit zurück, als es sogenannte Dreieckschanzen, die einst befestigte keltische Bauernanwesen waren, gab. Auch in der Zeit des Dreißigjährigen Krieges sowie in der neueren Zeit taucht der Name auf. Während sich viele Städte früher durch eine Stadtmauer schützten, führte rund um Assamstadt lediglich ein Zaun als Grenze, der als Schanz bezeichnet wurde. Die Straße erinnert nur noch an ein kleines Teilstück der früheren Schanz, die ansonsten durch andere Straßennamen ersetzt wurde: Kindergartenweg, Kirchgasse, Schmiedegasse und Zum Petersbrunnen sind beispielsweise Teilstücke der früheren Schanz.[4]
- Schillerstraße – benannt nach Friedrich Schiller
- Schindstraße
- Schloßgässle – Der Straßenname führt bis ins hohe Mittelalter zurück. Ein ehemaliger „Herrenhof“, der in alten Urkunden erwähnt wird, soll einst dort gestanden haben und dem ansässigen niederen Dorfadel als Sitz gedient haben. Es handelte sich wohl nicht um ein prunkvolles Schloss. Im 14. Jahrhundert gelang Assamstadt als Lehen von Kurmainz in den Besitz der Herren von Deufel/Teufel. Mit dem Tod der kinderlos gebliebenen Eva von Teufel starb auch das Geschlecht dieser Herrenfamilie im Jahre 1451 aus. Im Jahre 1808 fand man bei Grabarbeiten zum Fundament eines Hauses im Schloßgässle ein gewölbtes Grab mit einem Schwert sowie einigen kleineren Waffen.[5]
- Schmiedegasse – Da Assamstadt schon vor langer Zeit eine Gemeinde mit über 1000 Einwohnern war, von der die meisten in der Landwirtschaft arbeiteten, hatten Schmiede in der Gemeinde viel Arbeit. Einer der Schmiede mit dem Nachnamen Schmidt hatte in der heutigen Schmiedegasse seine Werkstatt. Die Leute nannten ihn „Schmidt-Schmidt“ (für Schmied Schmidt).[6]
- Schubertstraße – benannt nach dem Komponisten Franz Schubert
- Schulweg
- Schwabenweg
- Seehöfer Weg
- Stutzstraße

## T
- Tulpenstraße

## U
- Untere Bachgasse

## W
- Wagnerstraße – benannt nach dem Komponisten Richard Wagner
- Wännleinweg
- Weidenhöhe
- Wiesenweg
- Wust-Siedlung, an der gleichnamigen Wustsiedlung

## Z
- Zum Petersbrunnen
- Zum Seehöfer Weg

## Rad- und Wanderwege

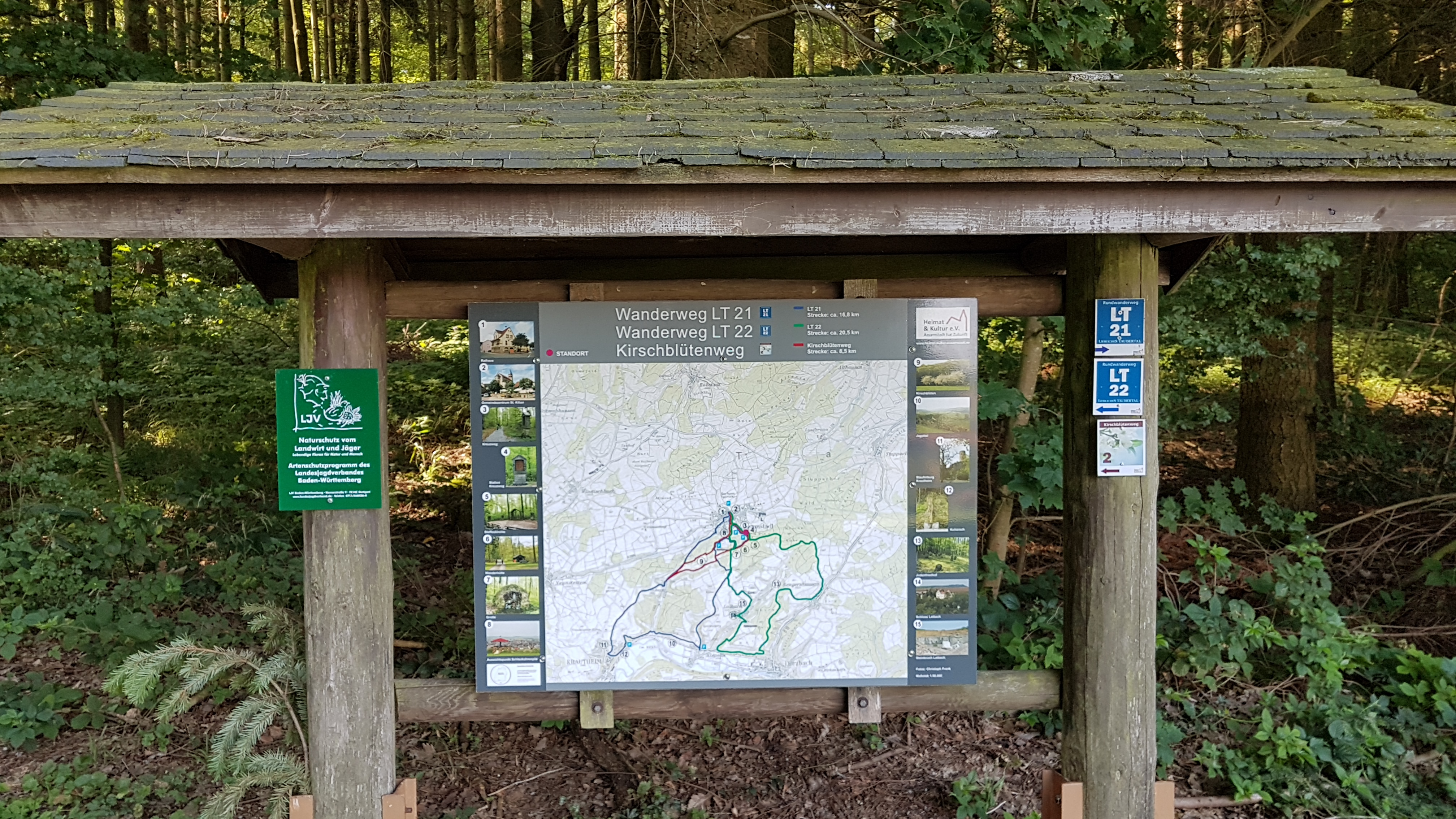
Drei Wanderwege rund um Assamstadt

- Kirschblütenweg
- Wanderweg LT 21
- Wanderweg LT 22